# Måsen: Berättelsen om Jonathan Livingston Seagull

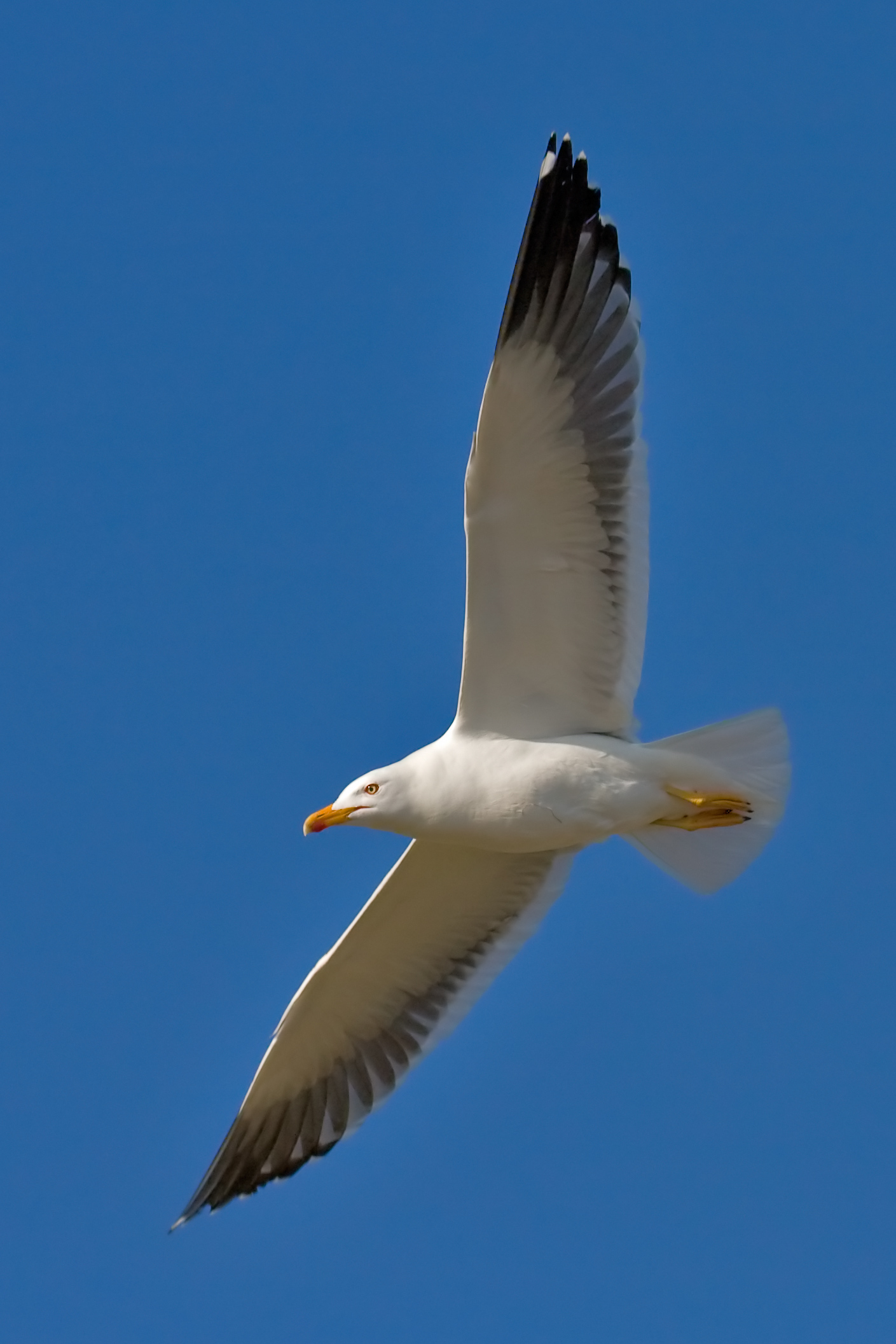
En silltrut breder ut vingarna. Både i bokillustrationer och på film har "måsen" Jonathan ofta(st) porträtterats som en trut.

Måsen: Berättelsen om Jonathan Livingston Seagull (engelska: Jonathan Livingston Seagull: A story) är en novell/kortroman av Richard Bach. Den gavs första gången ut år 1970 och kom i svenska utgåva år 1973. Den är en metaforisk och allegorisk berättelse om en (stor) måsfågel och hans sökande efter sina gränser och det absoluta. Denna fabel i novellform blev en bästsäljare och hade fram till 1972 sålt i 1 miljon exemplar. 1973 kom en film baserad på boken.

## Handling
Boken handlar om Jonathan Livingston Seagull, en måsfågel som vill mer än att fånga fisk hela dagarna. Han vill tänja på gränserna och till varje pris fullända konsten att flyga. Så han drar sig undan sina artfränder och livet i fiskebåtarnas och fågelkoloniernas grannskap, för ett kompromisslöst utforskande av sina egna gränser.

## Produktion och mottagande
Boken utkom på engelska år 1970 och i svensk översättning av Tove Bouveng år 1973. Den låg under flera år på New York Times bestsellerlista (fram till 1972 såldes över 1 miljon exemplar) och räknas som en av de största boksuccéerna genom tiderna.
Boken har av vissa bemötts som en banal berättelse om självförverkligande, av andra som en originell beskrivning av tacklandet av mänskliga utmaningar. Den listades 2003 som en av 50 "tidlösa själssökarklassiker" (engelska: timeless spiritual classics). I denna listning beskrivs boken som en som uttrycker tidlösa idéer om människans potential.
När den franska utgåvan kom år 1973, jämfördes den i förordet med Lille prinsen och Vingar över Dunkerque, två andra böcker där huvudpersonerna utforskar världen och sina egna gränser. Alla tre böckerna råkar vara skrivna av piloter. Förordet skrevs av den franska översättaren, Pierre Clostermann, en av andra världskrigets mest kända franska stridspiloter.

## Filmversion
År 1973 kom en filmatisering av boken som långfilm. Filmen hade år 1976 svensk premiär, under titeln Måsen.

## Berättelsen i kulturen
Boken var en inspiration för Björn Ulvaeus när han skrev texten till sången Eagle, som spelades in av den svenska popgruppen Abba år 1977.